# Fairford (Alabama)
Cullomburg – jednostka osadnicza w Stanach Zjednoczonych, w stanie Alabama, w hrabstwie Washington.